# Hotel da Bahia
O Hotel Tropical da Bahia, também conhecido como Hotel da Bahia ou Wish Hotel da Bahia, foi o primeiro hotel cinco estrelas de Salvador, no estado brasileiro da Bahia. Exemplar da arquitetura moderna, foi tombado em 2010 pelo Instituto do Patrimônio Artístico e Cultural da Bahia (IPAC).

## História

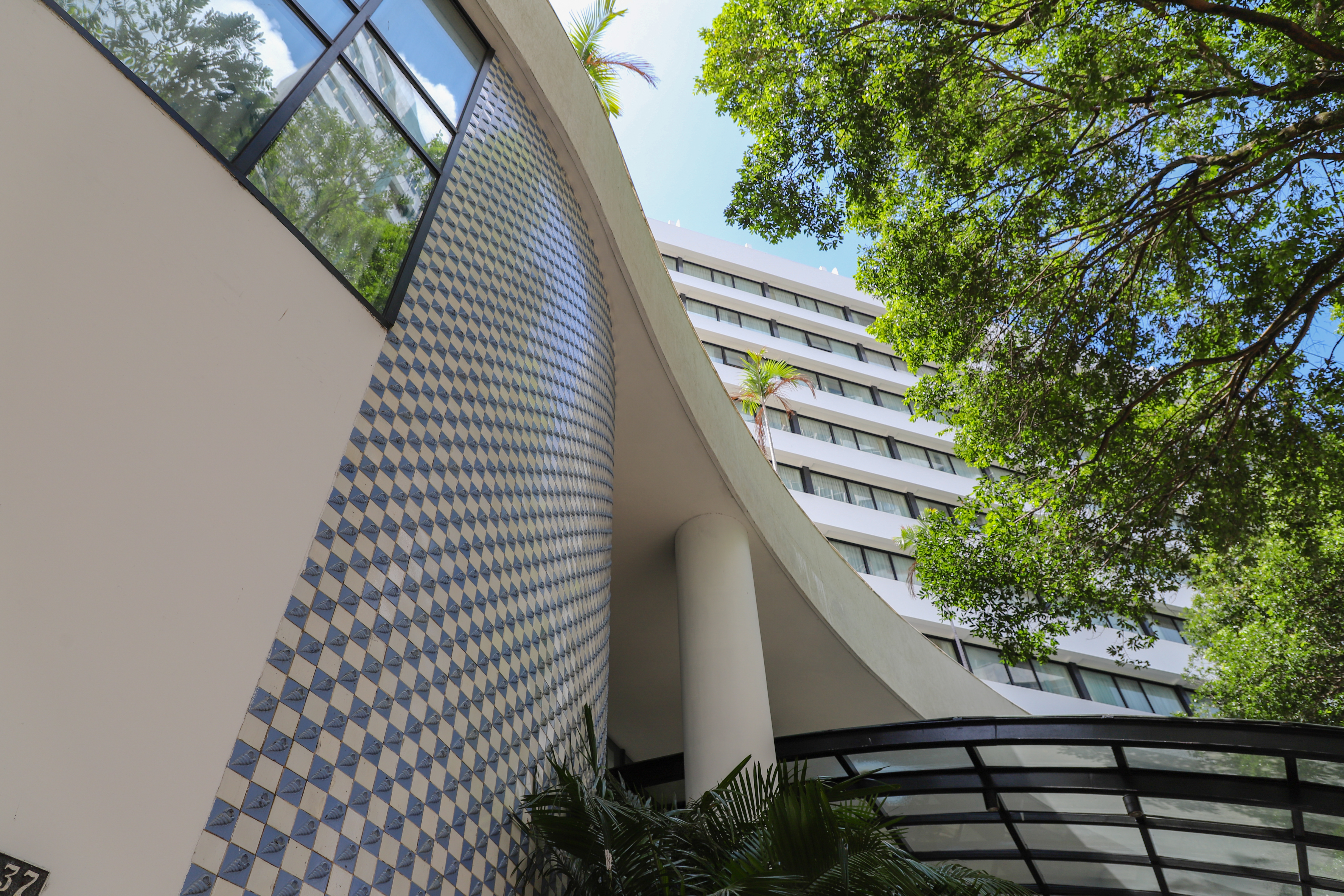
Hotel Tropical Bahia

Foi implementado por Octávio Mangabeira, governador da Bahia entre 1947 e 1951, através de uma parceria público-privada no final de 1951. Foi o passo inicial para transformar a cidade de Salvador em polo turístico, oferecendo um hotel com capacidade para receber políticos, artistas, empresários, entre outros. Tornou-se reduto de encontro da alta sociedade baiana e celebridades.
O projeto elaborado por Diógenes Rebouças, engenheiro agrônomo e artista plástico, e Paulo Antunes Ribeiro, arquiteto carioca, teve repercussão internacional, aparecendo na revista "L’Architecture d’Aujourd’hui" e no livro "Modern Architecture in Brazil", de Henrique Mindlin, que foi publicado em diversas línguas (inglês, francês, alemão e português).
Passou por intervenções em 1970, reformulando sua decoração e adicionando piscinas, porém mesmo assim foi fechado em 1978. Após novas reformas e ampliações em 1980, foi reaberto no final de 1984. Foi nesta reforma que os painéis de Carybé foram implementados. Em fevereiro de 2010 foi fechado novamente e em abril do mesmo ano, o hotel foi adquirido pelo Grupo GJP Hotels em leilão, que aportou em torno de cem milhões para sua compra. O grupo também investiu na reforma da edificação, que foi supervisionada pela IPAC, e teve um investimento em torno de setenta milhões para a reforma, dos quais cento e cinquenta mil foram destinados à restauração das obras de arte existentes no hotel. Durou três anos a reforma, sendo reaberto em 2013.
Desde 2018 é comercialmente chamado de Wish Hotel da Bahia.

## Acervo

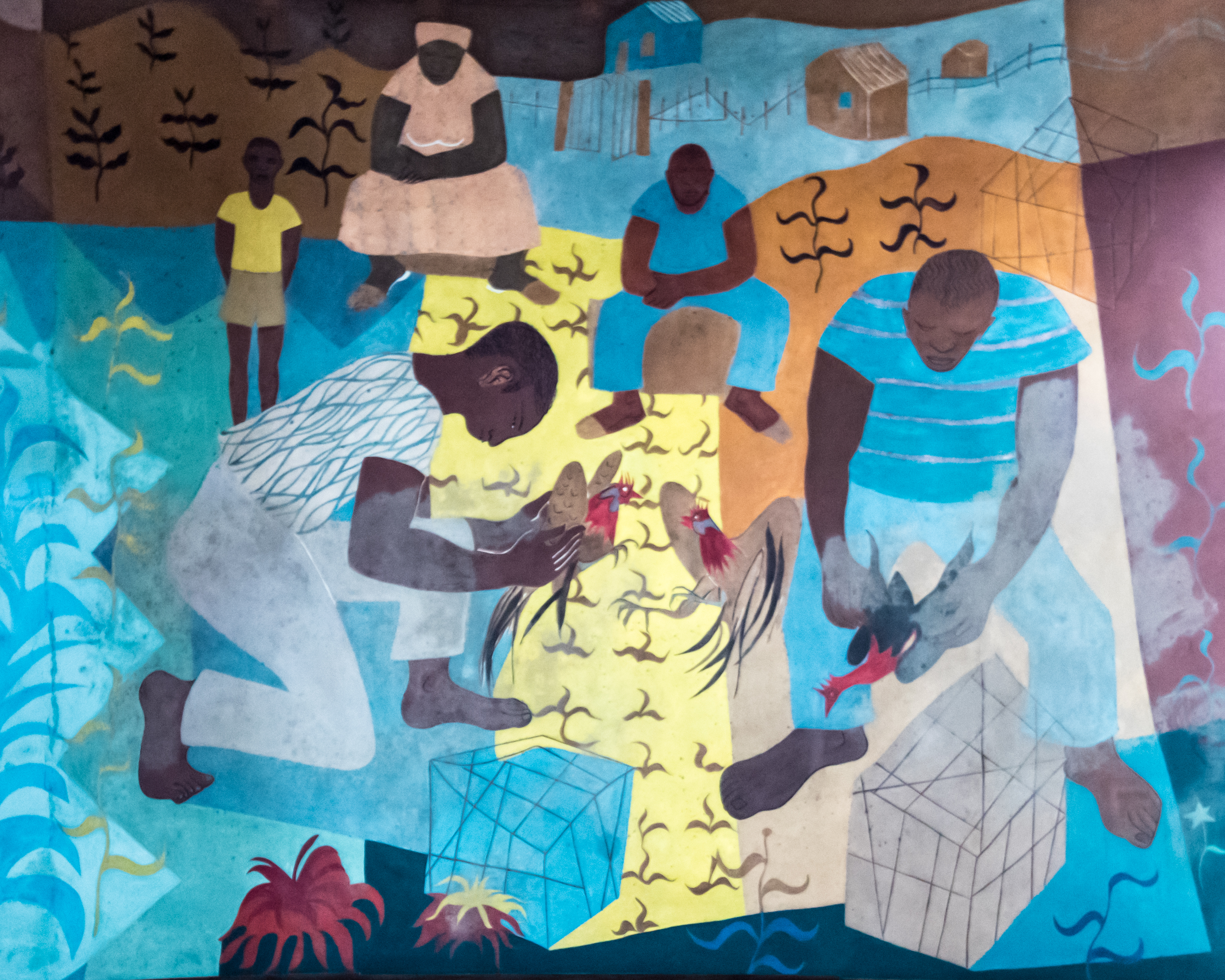
Mural Genaro de Carvalho

O hotel além de sua importância histórica também possui grandes obras de arte.
O painel de Genaro, o mural "Festas Regionais" foi totalmente restaurado e está localizado na área do restaurante. Na recepção, encontra-se o painel de autoria de Carybé, elaborado com placas de concreto. Além deste, têm mais outros dois do mesmo artista na área de eventos.
Já o painel "Vegetação", de Fernando Duarte, encontra-se em torno da piscina. Outro painel, de Júlio Spinosa, está localizado no Café Teatro do hotel. Também possui uma mandada do mesmo artista, que foi adaptada para ser colocada na parede.
Além dos painéis, fotografias de Pierre Verger estão distribuídas pelos quartos do hotel além das quarenta gravuras de Calasans Neto.